# Self-Transcendence 3100 Mile Race

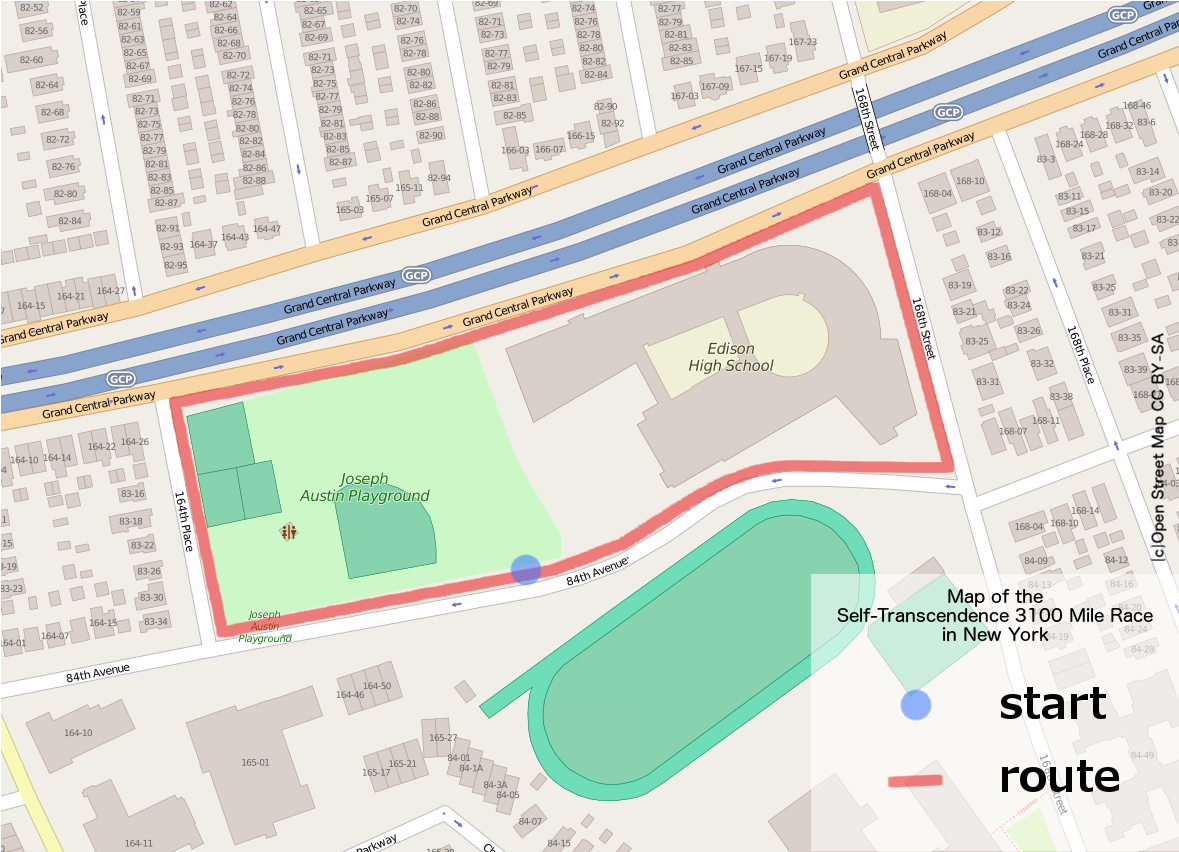
térkép

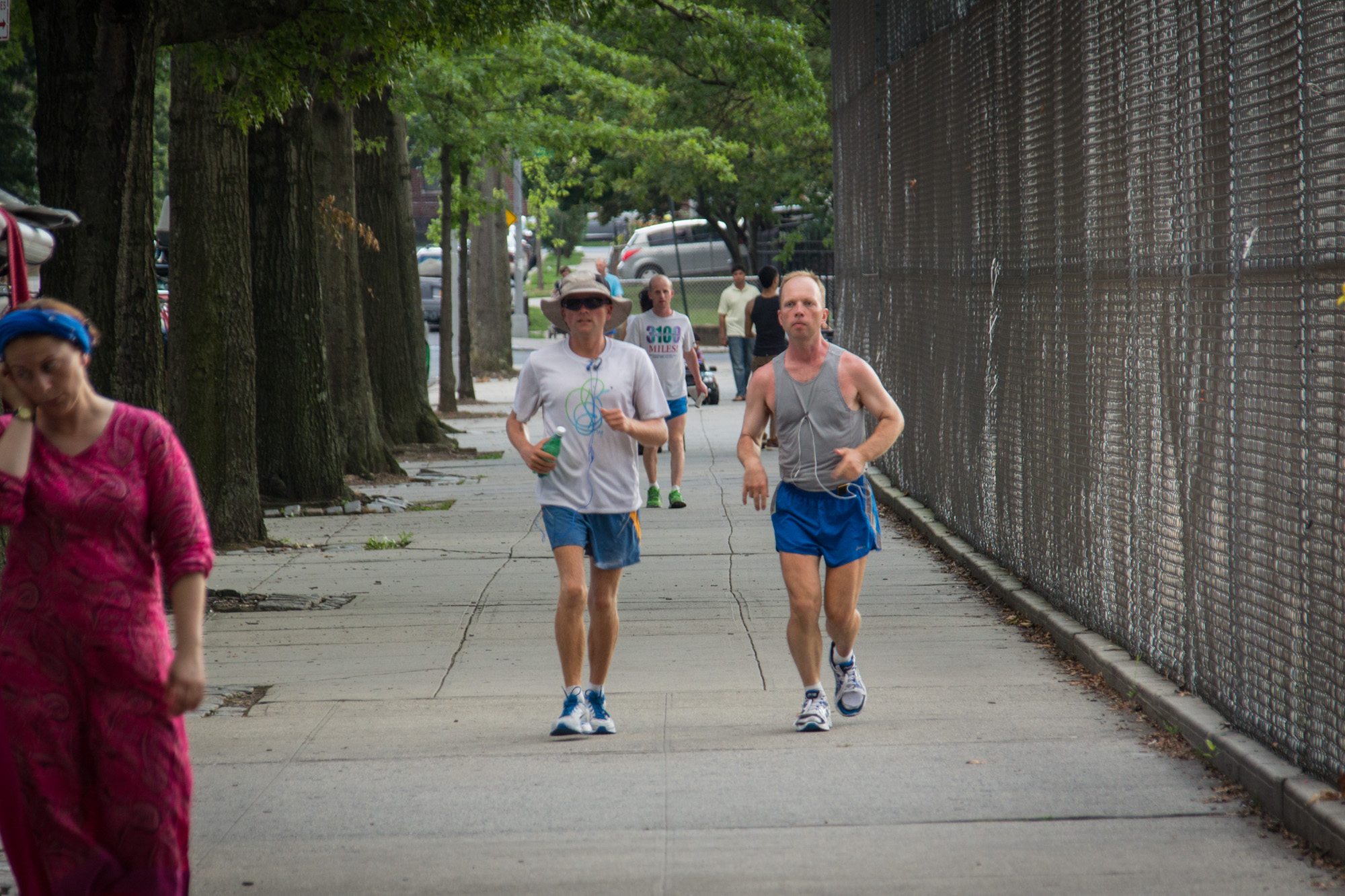
2012

A Self-Transcendence 3100 Mile Race, vagyis az öntúlszárnyalás 3100 mérföldes (4988,97 kilométeres) versenye a világ leghosszabb rendszeresen rendezett ultramaratoni futóversenye. 
A versenyt a Sri Chinmoy Marathon Team rendezi minden nyáron, június végétől augusztus elejéig, New York Queens Koordináták: é. sz. 40,715556°, ny. h. 73,799653°40.715556°N 73.799653°W"Self-Transcendence 3100 Mile Race course" városrészében egy 883 méteres körön. A versenyzőknek 51 napjuk áll rendelkezésre a táv teljesítésére vagyis naponta közel 98 kilométert kell teljesíteniük.
A futók jelentős része azonban a 3100 mérföld megtétele után még lefut 12 kilométert és kiegészíti a versenyt 5000 kilométerre.

## A verseny története
A mai verseny kialakulása egy hosszú folyamat része s az indiai származású sportoló, filozófus és vallási guru, Srí Csinmoj filozófiáját követi. Az 1931-ben született és 2007-ben elhunyt Srí Csinmoj filozófiáját és sportolói tevékenységét a megadatott képességek túlszárnyalása köré építette. A New York-i versennyel, mely a kezdeti 1000 mérföldről a mai 3100 mérföldre nőtt, Srí Csinmoj és követői lehetőséget kívántak biztosítani futók számára, hogy elérjék, megtapasztalják és legyőzzék saját maguk korlátait.
Srí Csinmoj elmélete szerint egy ilyen versenyen a futók néhány nap alatt teljesen kimerítik magukat fizikailag és ezt követően az ember csak az érzelmi, spirituális tartalékait felhasználva tud tovább haladni. A futók önmaguk legyőzésével spirituálisan is megújulnak, véli Srí Csinmoj.
A mai verseny elődje, az 1985-ös 1000 mérföldes verseny volt, majd 1987-ben Srí Csinmoj úgy vélte, hogy egy hosszabb, 1300 mérföldes verseny jobban próbára teszi a futók akaraterejét. A verseny távja az 1990-es évek nagyobbik részében nem változott és 1993-ban Sipos István világcsúccsal győzött.
A verseny 1996-ban 2600 mérföldre bővült majd egy évvel később, 1997-ben, 3100 mérföldre. Sipos Istvánnak a 3100 mérföldes táv is jól feküdt és 1998-ban világcsúccsal, 46 nap 17:02-vel nyerte a versenyt. 
A pályacsúcsot jelenleg a finn Ashprihanal Aalto tartja 40 nap 09:06:21-cel (2015), míg a női csúcsot a szlovák Kaneenika Janakova tartja 48 nap 14:24:10-zel (2017).
2020-ban Ausztriában Salzburgban tartották a COVID–19 miatt szeptember 13. és november 3. között.